# Web Environment Integrity
Web Environment Integrity (WEI) est une proposition d'API pour navigateur développée par Google pour Google Chrome. Elle est abandonnée, en novembre 2023 après de nombreuses critiques de la part de nombreux groupes technologiques.

## Proposition
La norme propose une API pour les sites Web afin d'obtenir un jeton signé numériquement qui contient le nom du tiers de confiance et s'il considère ou non que le client Web est authentique. L'objectif déclaré est de n'autoriser l'accès à certains sites qu'aux utilisateurs humains au lieu de programmes automatisés et «permettre aux serveurs Web d'évaluer l'authenticité de l'appareil et une représentation honnête de la pile logicielle et du trafic provenant de l'appareil». L'accès à cette API ne sera pas autorisé dans les contextes (HTTP) non sécurisés,,.
L'objectif est de reproduire le contrôle d'intégrité tel qu'il est déjà mis en place dans Android via Play Integrity et dans iOS avec App Attest.
Google met en avant de multiples intérêts à sa proposition, comme la lutte contre la triche dans les jeux en ligne, l'interdiction de la captation de contenus protégés par le droit d'auteur, les faux comptes sur les réseaux sociaux utilisés dans des campagnes de désinformation, la protection des transactions financières. ainsi qu'une comptabilisation plus fiable des impressions publicitaires. Le mécanisme pourrait aussi être utilisé pour restreindre l'utilisation de certaines extensions de navigateur, comme les bloqueurs de publicité.

## Critique
Cette proposition suscite des critiques craignant la limitation de la liberté des utilisateurs, et une innovation allant à l'encontre d'un Web ouvert, certains comparant la proposition à la gestion des droits numériques (DRM),,,. Les critiques rappellent que 90 % du chiffre d’affaires de Google provient de la publicité.
Avis de différents acteurs du web :
| Entité                    | Date       | Avis               | Commentaire | Référence |
| ------------------------- | ---------- | ------------------ | --- | --------- |
| Mozilla                   | 2023-07-25 | Opposition         | Mozilla s'oppose à cette proposition car elle contredit ses principes et sa vision du Web.                                                                                     | [ 6 ]     |
| World Wide Web Consortium | 2023-08-11 | Ne se prononce pas | Ce travail ne fait pas partie des développements en cours et n'a pas été soumis pour relecture au sein du W3C.                                                                 | [ 7 ]     |
| Vivaldi                   | 2023-07-27 | Opposition         | dangereux | [ 8 ]     |
| Free Software Foundation  | 2023-07-29 | Opposition         | Attaque totale contre l'Internet gratuit | [ 9 ]     |
| Brave                     | 2023-07-31 | Opposition         | « Nous n'enverrons pas de support WEI, tout comme nous désactivons ou annulons de toute autre manière de nombreux autres fichiers indésirables que Google met dans Chromium. » | [ 10 ]    |

Chris Palmer, un ancien ingénieur de Google, a exprimé ses inquiétudes quant à l'effet de l'API sur l'ouverture du Web en tant que plate-forme d'application grand public et appelle à son retrait.